# Hermosa (genre)
Pour les articles homonymes, voir Hermosa.
Genre
Synonymes
- Myrmavola Prószyński, 2016

Hermosa est un genre d'araignées aranéomorphes de la famille des Salticidae.

## Distribution
Les espèces de ce genre se rencontrent en Asie et en Afrique.

## Liste des espèces
Selon World Spider Catalog (version 25.5, 14/09/2024) :
- Hermosa andrewi (Wanless, 1978)
- Hermosa brevichelicera (Yamasaki & Ahmad, 2013)
- Hermosa christae (Prószyński, 2001)
- Hermosa galianoae (Prószyński, 2001)
- Hermosa volatilis G. W. Peckham & E. G. Peckham, 1892
- Hermosa yamanei (Yamasaki, 2012)
- Hermosa yamasakii (Prószyński, 2016)
- Hermosa yurai Wiśniewski & Wesołowska, 2024

## Systématique et taxinomie
Ce genre a été décrit par Peckham et Peckham en 1892 dans les Attidae. Il est placé en synonymie avec Myrmarachne par Simon en 1901. Il est relevé de synonymie par Marusik et Blick en 2019.
Myrmavola a été placé en synonymie par Marusik et Blick en 2019.

## Publication originale
- Peckham & Peckham, 1892 : « Ant-like spiders of the family Attidae. » Occasional Papers of the Natural History Society of Wisconsin, vol. 2, no 1, p. 1-84 (texte intégral).